# Baba Veziroghlu
Pour les articles homonymes, voir Veziroğlu.
 (janvier 2021).
Baba Veziroghlu (en azeri: Baba Vəzir oğlu Məsimov; né le 10 janvier 1954 à Mollaisaqli, région d'Ismayilli en Azerbaïdjan) - écrivain prose[Quoi ?], poète, traducteur et scénariste.

## Jeunesse
Diplômé de l'école secondaire du village de la même région, il travaille dans la ferme collective Pravda, d'où il est envoyé à la faculté préparatoire de l'université (1971-1972). Il étudie à la faculté de journalisme (1972-1977), travaille comme consultant à l'Union des écrivains d'Azerbaïdjan (1979-1991). En 1985 il obtient le diplôme du département de prose de l'Institut de littérature Gorki par correspondance. Il est marié et père de deux filles.

## Carrière littéraire
En 1989 B. Veziroghlu est le rédacteur en chef du magazine Molla Nasreddin et en 1991 est élu membre du conseil d'administration de l'Union des écrivains azerbaïdjanais. Ses premiers œuvres littéraires sont les histoires Un soir de printemps, Commerçant Dadash[pas clair] parues dans le magazine Ulduz (1976, no 8). Depuis, il est actif dans les périodiques avec poésie et prose. Il traduit des poètes russes classiques. Ses œuvres sont traduites en langue étrangère. Il travaille comme présentateur dans la compagnie d’audiovisuel pendant de nombreuses années. En 1997-1998 Il est rédacteur en chef de la chaine intergouvernementale Mir et en 1998-2002 rédacteur en chef de l'Union des cinéastes d'Azerbaïdjan. Depuis 2002 il y est secrétaire du conseil d'administration. 
Plus d'un millier de chansons ont été composées pour ses poésies. Hasan Seyidbeyli, L'Homme dont la place reste vide (Rachid Behboudov), Sans toi ou le dernier soir de la vie (Hasan Turabov), Où commence la patrie, Elegy (Zarifa Aliyeva), La Vie en cinq chansons (Oktay Kazimov) et autres. Il est l’auteur des documentaires. 

## Traductions
Il est titulaire du diplôme du ministère de la Culture et de la société théâtrale de l'URSS pour sa traduction réussie en azéri de la pièce de I. Karacale Une lettre égaréé (1983). Il était à la tête de l'Union des jeunes écrivains près l'Union des écrivains d'Azerbaïdjan.
Baba Veziroghlu est participant de la Conférence internationale des traducteurs en Bulgarie en tant que membre de la délégation soviétique (1982), ainsi que délégué à la VIIIe Conférence pan-syndicale des jeunes écrivains à Moscou (1984). Il était en voyage créatif à l'ADR[sigle à expliciter] à l'invitation de l'Union des écrivains de la République démocratique d’Allemagne (1984). 

## Prix et décorations
- Lauréat du prix Humay (2000)
- Ouvrier d'art honoré de la république
- L'ordre de Chohrat (gloire) reçu en 2020 pour ses services au développement de la littérature azerbaïdjanaise[3]
- Ordre de l'Honneur[4]